# Colliers Classic
De Colliers Classic was een eendagskoers in Denemarken. De koers werd in 1997 voor het eerst verreden, en na elf edities in 2007 weer opgeheven. De koers was onderdeel van de UCI Europe Tour met een classificatie van 1.1.
De koers had gedurende haar bestaan verschillende namen. Van 1997 tot 1999 heette het de Grand Prix Aarhus, in 2000 en 2001 was Samsung Mobile Grand Prix, van 2002 tot 2005 CSC Classic en vanaf 2006 Colliers Classic.
Geen enkele Nederlander wist de koers te winnen. In 2006 zegevierde de Belg Erwin Thijs.